# Liste des personnes présentes à bord du Titanic
 (octobre 2024).
- Si vous ne connaissez pas le sujet, laissez ce bandeau (vous pouvez alors contacter les auteurs).
- Si vous supprimez le contenu mis en cause (vous pouvez préalablement contacter les auteurs),

argumentez précisément cette suppression dans la page de discussion
(un manque de référence n'est pas un argument ; une recherche réelle de référence doit avoir été effectuée, être formellement documentée).
 (octobre 2024).
Cet article présente une liste non exhaustive de personnes présentes à bord du Titanic. Le Titanic est un paquebot transatlantique britannique qui a fait naufrage dans l'océan Atlantique Nord en 1912 à la suite d'une collision avec un iceberg.

## Passagers

### Première classe
- Abraham Salomon (1868-1959), homme d'affaires américain[1].
- Albert Adrian Dick (1880-1970), homme d'affaires canadien[2].
- Albert Ankeny Stewart (1848-1912), businessman américain. Il est décédé lors du naufrage[3].
- Alexander Cairns (1883-1912), écossais, valet de William Carter[4].
- Alexander Compton (1874-1912), américain, fils de Mary Compton[5].
- Alexander Holverson (1869-1912), commercial américain, époux de Mary Holverson[6].
- Alfred Fernand Omont (1882-1948), concessionnaire français[7].
- Alfred Nourney (1892-1972), allemand, il voyageait initialement en deuxième classe et a demandé pour être transféré en première classe[8].
- Alice Catherine Cleaver (1889-1984), gouvernante britannique de la famille Allison. Elle a sauvé Hudson Trevor Allison[9].
- Alice E. Fortune (1887-1961), canadienne, fille de Mark et Mary Fortune[10].
- Alice M. Leader (1862-1944), doctoresse américaine[11].
- Amalie Gieger (1876-1933), allemande, femme de chambre d'Eleanor Widener[12].
- Ann Isham (1862-1912), américaine. Elle fait partie des quatre femmes de première classe décédées pendant le naufrage[13].
- Anna Warren (1851-1925), américaine, épouse de Frank Warren[14].
- Annie Stengel (1868-1956), américaine. Elle est l'épouse de Charles Stengel[15].
- Annie Ward (1874-1955), américaine, femme de chambre de Charlotte Cardeza[16].
- Antoinette Flegenheim (1863-1943), allemande/américaine[17].
- Archibald Willingham Butt (1865-1912), militaire américain. Conseiller des présidents Théodore Roosevelt et William Howard Taft. Il est décédé lors du naufrage.
- Archibald Gracie (1859-1912), écrivain et investisseur américain. Il a survécu au naufrage et est décédé en décembre 1912.
- Arthur Godfrey Peuchen (1859-1929), militaire et homme d'affaires canadien.
- Arthur Newell (1854-1912), américain. Il voyageait avec ses deux filles[18].
- Arthur Ryerson (1851-1912), américain. Il voyage avec son épouse, ses trois enfants et deux domestiques[19].
- Augusta Jeanne Serreplaà (1881-1928), française, servante de Lucile Carter. Elle partage sa cabine avec Berthe Leroy[20].
- Benjamin Guggenheim (1865-1912), homme d'affaires américain. Il voyageait avec sa maîtresse et une suite de 3 domestiques. Il est décédé lors du naufrage.
- Benjamin Laventall Foreman (1881-1912), homme d'affaires américain[21].
- Berthe Leroy (1884-1972), française, servante de Mahala Douglas[22].
- Bess Allison (1886-1912), canadienne. Epouse de Hudson Allison[23].
- Blanche Greenfield (1867-1936), américaine. Mère de William Greenfield[24].
- Caroline Bonnell (1882-1950), américaine. Nièce de George Wick et d'Elizabeth Bonnell[25].
- Caroline Endres (1872-1964), américaine. Elle est l'infirmière personnelle de Madeleine Astor afin de veiller sur sa grossesse[26].
- Charles A. Fortune (1892-1912), canadien, fils de Mark et Mary Fortune[27].
- Charles D. Williams (1860-1912), avocat américain. Il est le père de Richard Williams. Il meurt lors du naufrage, écrasé par une cheminée.
- Charles E. Stengel (1857-1914), homme d'affaires américain. Il voyage avec son épouse, Annie Stengel[28].
- Charles Melville Hays (1856-1912), magnat du chemin de fer américain, président de la Compagnie de chemin de fer du Grand Tronc du Canada. Il voyage avec son épouse, sa fille et son gendre. Il périt dans le naufrage avec son gendre Thornton Davidson.
- Charlotte Drake Cardeza (1854-1939), milliardaire américaine voyageant avec son fils, sa femme de chambre et son valet. Elle occupe l'une des deux plus luxueuses suites du navire.
- Christopher Head (1869-1912), ex-politicien britannique. Il avait été membre du parti conservateur et maire de Chelsea[29].
- Clara Frauenthal (1869-1943), juive américaine. Elle est l'épouse d'Henry Frauenthal[30].
- Clara Jennings Hays (1859-1955), américaine, épouse de Charles Melville Hays[31].
- Clarence Moore (1865-1912), homme d'affaires américain. Il est accompagné d'un serviteur, Henry Harrington[32].
- Colonel John Weir (1850-1912), ingénieur minier écossais[33].
- Sir Cosmo Edmund Duff Gordon (1862-1931), baronnet, important propriétaire terrien britannique. Vice-champion olympique d'escrime.
- Dickinson H. Bishop (1887-1961), rentier américain. Il voyageait avec son épouse[34].
- Dorothy Gibson (1889-1946), actrice américaine. Elle a notamment joué dans Saved from the Titanic, film sorti un mois après le naufrage du navire[35].
- Dorothy Harder (1890-1926), américaine. Elle est l'épouse de George Harder[36].
- Edith Graham (1853-1924), américaine. Elle voyage avec sa fille Margaret et sa gouvernante Elizabeth Shutes[37].
- Edith Pears (1889-1956), britannique, épouse de Thomas Pears[38].
- Edith Rosenbaum (1879-1975), américaine, journaliste issue d'une riche famille juive[39].
- Edwin H. Keeping (1878-1912), britannique, valet de George Widener[40].
- Edwin N. Kimball (1870-1927), américain. Il voyage avec son épouse, Susan Kimball[41].
- Eleanor Cassebeer (1875-???), américaine[42].
- Eleanor Widener (1861-1937), américaine, épouse de George Widener et mère de Harry Widener. Elle est aussi accompagnée de sa femme de chambre et du valet de son époux[43].
- Elisabeth Walton Allen (1882-1967), américaine, nièce d'Elisabeth Robert[44].
- Elisabeth Walton Robert (1868-1956), américaine. Elle voyageait avec sa fille, sa nièce et sa servante. Elles ont toutes survécu au naufrage[45].
- Elizabeth Bonnell (1850-1936), britannique, tante de Caroline Bonnell[46].
- Elizabeth M. Burns (1870-1921), américaine. Elle est la nourrice de Robert Spledden[47].
- Elizabeth W. Shutes (1871-1949), américaine, gouvernante de Margaret Graham[48].
- Ella White (1856-1942), veuve américaine. Lors de son témoignage après le naufrage, elle a expliqué n'être jamais sortie de sa cabine pendant toute la traversée en raison d'une blessure contractée pendant l'embarquement[49].
- Ellen Barber (1885-1963), britannique, femme de chambre de Julia Cavendish[50].
- Ellen Bird (1881-1949), britannique, femme de chambre de Rosalie Straus[51].
- Elmer Taylor (1864-1949), américain. Il voyage avec son épouse, Juliet Taylor[52]
- Emilie Kreuchen (1882-1971), allemande/américaine, femme de chambre d'Elisabeth Robert[53].
- Emily B. Ryerson (1893-1960), américaine, elle est la fille d'Arthur et Emily Ryerson[54].
- Emily M. Ryerson (1863-1939), américaine, épouse d'Arthur Ryerson. Elle voyage avec ses trois enfants et deux domestiques[55].
- Emma Sägesser (1887-1964), suissesse, femme de chambre de Léontine Aubart[56].
- Emma Schabert (1876-1961), américaine. Elle voyage avec son frère Philipp Mock[57].
- Engelhart Ostby (1848-1912), bijoutier norvégien. Il est veuf lorsqu'il monte sur le Titanic. Il voyage avec sa fille Helen[58].
- Ethel F. Fortune (1883-1961), canadienne, fille de Mark et Mary Fortune[59].
- Fletcher Williams (1868-1912), homme d'affaires américain. Il était un partenaire d'affaires d'Elmer Taylor[60].
- Francis Davis Millet (1846-1912), peintre, graveur et essayiste américain. Il accompagnait Archibald Butt et est décédé lors du naufrage.
- Frank Warren (1848-1912), américain, fondateur d'une entreprise de mise en conserve de poisson. Il voyage avec son épouse[61].
- Frans Carlsson (1878-1912), marin suédois. Il a reçu un billet sur le Titanic en compensation d'un autre voyage annulé à cause de grèves ouvrières[62].
- Frederic K. Seward (1878-1943), avocat américain.
- Frederic O. Spedden (1867-1947), américain. Il voyageait avec son épouse et son fils ainsi qu'avec deux servantes[63].
- Frederick Kenyon (1871-1912), américain. Il voyage avec son épouse, Marion Kenyon[64].
- George Clifford (1871-1912), homme d'affaires américain[65].
- George Harder (1886-1959), homme d'affaires américain. Il voyage avec son épouse Dorothy Harder[66].
- George Wick (1854-1912), colonel américain. Il est le père de Mary Wick[67].
- George Widener (1861-1912), homme d'affaires américain.
- Georgette Alexandra Madill (1896-1974), américaine, fille d'Elisabeth Robert[68].
- Gertrude Hippach (1894-1974), américaine, fille de Ida Hippach[69].
- Gilbert Jr. Tucker (1880-1968), américain, il voyage avec Margaret Hays[70].
- Gladys Cherry (1881-1965), britannique, cousine de Lucy Martha, comtesse de Rhotes[71].
- Grace Bowen (1867-1945), américaine, gouvernante de la famille Ryerson[72].
- Harry Anderson (1869-1951), courtier américain[73].
- Harry Widener (1885-1912), américain. Il est le fils de George et Eleanor Widener[74].
- Helen A. Wilson (1879-1939), irlandaise. Elle est la femme de chambre de Margaretta Spedden[75].
- Helen Bishop (1892-1916), américaine, épouse de Dickinson Bishop[76].
- Helen Churchill Candee (1858-1949), écrivaine féministe américaine, journaliste et géographe.
- Helen Loraine Allison (1909-1912), canadienne, fille de Hudson et Bess Allison. Elle est la seule enfant de première et deuxième classe à périr dans le naufrage[77].
- Helen M. Newsom (1892-1965), américaine. Elle voyage avec son beau-père et sa mère, Sarah Beckwith[78].
- Helen Ostby (1889-1978), américaine, fille de Engelhart Ostby[79].
- Henry Blank (1872-1949), bijoutier américain[80].
- Henry B. Harris (1866-1912), directeur de théâtre américain, époux d'Irene Harris[81].
- Henry C. Harrington (+-1875-1912), britannique, serviteur de Clarence Moore[82].
- Henry F. Julian (1861-1912), métallurgiste irlandais/britannique[83].
- Henry W. Frauenthal (1863-1927), juif américain. Il est docteur. Il voyage avec son épouse Clara et son frère Isaac[84].
- Howard Case (+-1863-1912), américain. D'après un autre passager, il serait resté sur le navire jusqu'au bout[85].
- Hudson Allison (1881-1912), courtier et homme d'affaires canadien. Il voyage avec son épouse, ses deux enfants et une suite de domestique. Toute sa famille périt dans le naufrage à l'exception du jeune Hudson Trevor Allison[86].
- Hudson Trevor Allison (1911-1929), canadien, ses parents et sa grande sœur sont décédés lors du naufrage. Il a été sauvé par sa gouvernante, Alice Cleaver[87].
- Ida Hippach (1867-1940), américaine, mère de Gertrude Hippach[88].
- Irene Harris (1876-1969), juive américaine, épouse de Henry Harris[89].
- Isaac Frauenthal (1868-1932), juif américain. Il voyage avec son frère Henry et sa belle-sœur Clara[90].
- Isidor Straus (1845-1912), homme d'affaires allemand/américain[91].
- Jacques Futrelle (1875-1912) surnommé la "Machine à penser". Il est un écrivain américain. Il effectue le voyage avec son épouse et décède lors du naufrage.
- John Borland Jr. Thayer (1894-1945), surnommé Jack. Il voyage avec ses parents, John et Marian Thayer.
- John Borland Thayer (1862-1912), homme d'affaires américain. Il est aussi un grand joueur de cricket. Il voyage avec son épouse, son fils et une domestique.
- John B. Ryerson (1898-1986), américain. Il est le fils d'Arthur et Emily Ryerson[92].
- John D. Baumann (1864-1912), homme d'affaires américain[93].
- John E. Maguire (1882-1912), homme d'affaires américain[94].
- John Farthing (1863-1912), britannique, valet d'Isidor Straus[95].
- John Jacob Astor IV (1864-1912), colonel et homme d'affaires américain. Il est décédé lors du naufrage. Il voyageait avec sa jeune épouse enceinte et une suite de domestiques.
- John M. Smart (+-1856-1912), homme d'affaires américain[96].
- John Richard Fry (1872-1912), britannique, valet de Joseph Bruce Ismay[97].
- Joseph Bruce Ismay (1862-1937), homme d'affaires britannique, président de la White Star Line.
- Julia Cavendish (1886-1963), américaine, épouse de Tyrell Cavendish. Elle voyage également avec sa femme de chambre, Ellen Barber[98].
- Juliet Taylor (1862-1927), américaine, épouse d'Elmer Taylor[99].
- Karl Behr (1885-1949), américain. Il était connu comme joueur de tennis sur gazon[100].
- Laura Mabel Francatelli (1880-1967), secrétaire et assistante de Lucy Duff Gordon[101].
- Lily May Futrelle (1876-1967), écrivaine américaine, épouse de Jacques Futrelle[102].
- Léontine Aubart (1887-1964) surnommée Ninette, française, maîtresse de Benjamin Cuggenheim[103].
- Louis Lesueur (1876-1939), français, valet de Thomas Cardeza[104].
- Lucian Philip Smith (1887-1912), américain. Il est sur le Titanic pour son voyage de noces avec son épouse Mary Eloise Smith[105].
- Lucile Carter (1875-1934), américaine, épouse de William E. Carter. Le couple divorce en 1914[106].
- Lucile Polk Carter (1897-1962), fille ainée de William et Lucile Carter[107].
- Lucy Christina Duff Gordon (1863-1935), créatrice de mode et noble britannique.
- Lucy N. Martha (1878-1956), britannique, comtesse de Rothes. Elle voyage avec ses parents, sa cousine et sa femme de chambre. Ses parents débarquent à Cherbourg, ce qui leur permet d'éviter le naufrage[108].
- Mabel H. Fortune (1888-1968), canadienne, fille de Mark et Mary Fortune[109].
- Madeleine Astor (1893-1940), américaine. Elle est l'épouse de John Astor. Elle est enceinte pendant la traversée.
- Madeleine Newell (1880-1969), américaine. Elle voyageait avec sa sœur Marjorie et son père, Arthur Newell[110].
- Margaret Brown (1867-1932), militante et philanthrope américaine, surnommée "l'insubmersible Molly Brown".
- Margaret Fleming (1870-1941), américaine, femme de chambre de Marian Thayer[111].
- Margaret Graham (1893-1976), américaine. Elle est la fille d'Edith Graham[112].
- Margaret Swift (1865-1948), américaine. Elle voyage avec des amis[113].
- Margaretta C. Spedden (1872-1950), américaine. Elle est l'épouse de Frederic Spedden[114].
- Marian Thayer (1872-1944), américaine, épouse de John Thayer[115].
- Marie Young (1876-1959), américaine. Elle voyageait avec son amie, Ella White[116].
- Marion Kenyon (1871-1958), américaine, épouse de Frederick Kenyon[117].
- Marjorie Newell (1889-1992), américaine. Elle voyageait avec sa sœur Madeleine et son père, Arthur Newell[118].
- Mark Fortune (1847-1912), canadien. Il voyageait avec son épouse, ses trois filles et son fils[119].
- Martha Stone (1851-1924), veuve américaine. Elle voyage avec sa femme de chambre, Rose Icard[120].
- Mary Alice Holverson (1876-1918), américaine, épouse d'Alexander Holverson[121].
- Mary Anne Perreault (1870-1968), canadienne, servante de la famille Hays[122].
- Mary Eliza Compton (1847-1930), veuve américaine, mère d'Alexander et Sara Compton[123].
- Mary Eloise Smith (1893-1940), américaine, épouse de Lucian Smith[124].
- Mary Fortune (1851-1929), canadienne. Elle est l'épouse de Mark Fortune[125].
- Mary N. Wick (1880-1944), américaine. Elle voyage avec son père, sa belle-mère et sa cousine[126].
- Mary P. Wick (1866-1920), américaine. Elle est l'épouse de George Wick et la belle-mère de Mary Wick[127].
- Mauritz Björnström-Steffansson (1883-1962), homme d'affaires suédois[128].
- Milton Long (1882-1912), américain. Il est mort pendant le naufrage après avoir sauté dans l'eau[129].
- Nella Goldenberg (1866-1947), italo-américaine, épouse de Samuel Goldenberg[130].
- Nellie Bessette (1872-1944), américaine. Elle est la femme de chambre d'Ella White[131].
- Orian Davidson (1884-1979), américaine, épouse de Thornton Davidson et fille de Charles Melville Hays et Clara Jennings Hays. Son père et son époux disparurent pendant le naufrage[132].
- Paul Chevré (1866-1914), sculpteur français.
- Pauline Gibson (1866-1961), américaine. Elle est la mère de Dorothy Gibson[133].
- Philipp E. Mock (1881-1951), américain. Il voyage avec sa soeur Emma Schabert[134].
- Pierre Maréchal (1883-1942), aviateur français. Il a survécu en sautant dans un canot qui était en train d'être mis à la mer[135].
- Richard L. Beckwith (1874-1933), agent immobilier américain. Il voyage avec son épouse et sa belle-fille[136].
- Richard N. Williams (1891-1968), suisse/américain, champion de tennis. Il voyage avec son père Charles Williams.
- Robert D. Spedden (1905-1915), américain. Il est le fils de Frederic et Margaretta Spedden[137].
- Robert W. Daniel (1884-1940), américain. Il possédait un chien sur le navire, un bouledogue français[138].
- Roberta Maioni (1891-1963), britannique, femme de chambre de Lucy Martha[139].
- Rosalie Bidois (1865-1938), anglo-normande, femme de chambre de Madeleine Astor[140].
- Rosalie Ida Straus (1849-1912), allemande, épouse d'Isidor Straus.
- Rose Icard (1872-1964), française, femme de chambre de Martha Stone[141].
- Ruth Dodge (1874-1950), américaine, épouse de Washington Dodge[142].
- Samuel Levi Goldenberg (1864-1936), homme d'affaires américain. Il voyageait avec son épouse[143].
- Sante Righini (1883-1912), italien, domestique d'Ella White. Il est décédé lors du naufrage[144].
- Sarah Beckwith (1865-1955), américaine. Elle est l'épouse de Richard Beckwith et la mère d'Helen Newsom[145].
- Sarah Daniels (1879-???), femme de chambre de Bess Allison[146].
- Stephen Blackwell (1866-1912), homme d'affaires américain[147].
- Susan Kimball (1866-1962), américaine. Elle est l'épouse d'Edwin Kimball[148].
- Susan Ryerson (1890-1921), surnommée Suzette, américaine. Elle est la fille d'Arthur et Emily Ryerson[149].
- Thomas Andrews (1873-1912), britannique, architecte du Titanic. Il est décédé lors du naufrage.
- Thomas Cardeza (1875-1952), riche banquier américain. Il voyage avec sa mère et deux domestiques[150].
- Thornton Davidson (1880-1912), canadien, gendre de Charles Melville Hays. Il est décédé lors du naufrage[151].
- Thomas Pears (1882-1912), indépendant britannique[152].
- Tyrell William Cavendish (1875-1912), britannique. Il voyage avec son épouse, Julia Cavendish, et la femme de chambre de celle-ci, Ellen Barber[153].
- Vera Dick (1891-1973), canadienne, épouse de Albert Dick[154].
- Victor Giglio (1888-1912), britannique, valet de Benjamin Guggenheim. Il est décédé lors du naufrage[155].
- Victor Robins (1867-1912), britannique, valet de John Astor. Il est décédé lors du naufrage[156].-
- Victorine Chaudanson (1875-1962), française, femme de chambre d'Emily M. Ryerson[157].
- Virginia Clark (1885-1958), américaine, épouse de Walter Clark[158].
- Walter Clark (1884-1912), américain. Il voyage avec son épouse Virginia Clark[159].
- Walter Porter (1865-1912), homme d'affaires américain. Il voyageait avec deux compagnons d'affaires : George Clifford et John Maguire[160].
- Washington Dodge (1859-1919), politicien américain. Il voyage avec son épouse, Ruth Dodge, et son fils Washington[161].
- Washington Dodge Jr. (1907-1974), américain, fils de Washington et Ruth Dodge[162].
- Washington Roebling (1881-1912), américain. Il revenait d'un voyage en Europe avec son ami, Stephen Blackwell[163].
- William Bertram Greenfield (1888-1949), américain, il voyage avec sa mère, Blanche Greenfield[164].
- William Ernest Carter(1875-1940), homme d'affaires américain. Il voyageait avec sa famille et une suite de domestiques.
- William Henry Harrison (1866-1912), britannique, secrétaire de Joseph Bruce Ismay[165].
- William Henry Parr (1882-1912), britannique, électricien[166].
- William T. Sloper (1883-1955), courtier américain[167].
- William T. Stead (1849-1912), journaliste, écrivain et spiritualiste britannique.
- William Thornton II Carter (1900-1985), fils de William et Lucile Carter[168].
- Wyckoff van der Hoef (1850-1912), homme d'affaires américain. Il est le seul passager ayant réservé son billet à Belfast[169].

### Deuxième classe
- Ada M. West (1879-1953), britannique, épouse d'Edwy West[170].
- Addie Wells (1883-1954), britannique. Elle est la mère de Joan et Ralph Wells[171].
- Agnes Davies (1863-1933), veuve britannique. Elle voyage avec ses deux fils, John Davies et Joseph Nicholls[172].
- Alfred Pain (1888-1912), docteur canadien[173].
- Alice Herman (1887-1947), britannique, fille de Samuel et Jane Herman[174].
- Alice Phillips (1891-1923), britannique, fille d'Escott Phillips[175].
- Amelia Lemore (1873-1950), britannique[176].
- Amelia Mary Brown (1893-1976) aussi appelée Mildred, britannique, cuisinière du couple Allison[177].
- Argene del Carlo (1887-1970), italienne, épouse de Sebastiano del Carlo[178].
- Asuncion Duran i Moné (+-1885-??), espagnole, soeur de Florentina Duran i Moné[179].
- Augustus Henry Aldworth (1877-1912), chauffeur de la famille Carter[180].
- Barbara West (1911-2007), britannique. Elle voyageait avec ses parents, Edwy et Ada West et sa sœur, Constance West.
- Benjamin Hart (1864-1912), britannique. Il voyage avec son épouse et sa fille[181].
- Benjamin Howard (1848-1912), britannique retraité, époux d'Ellen Howard[182].
- Charles Eugene Williams (1888-1935), sportif reconnu, britannique[183].
- Charlotte Caroline Collyer (1881-1916), britannique, épouse de Harvey Collyer[184].
- Constance West (1907-1963), britannique, fille d'Edwy et Ada West[185].
- Edgar Andrew (1895-1912), étudiant argentin/britannique[186].
- Edith Brown (1896-1997), sud-africaine, fille de Thomas et Elizabeth Brown[187].
- Edmon Navratil (1910-1953), français. Il est le fils de Michel Navratil[188].
- Edwina Troutt (1884-1984), britannique[189].
- Edwy A. West (1875-1912), britannique. Il voyageait avec son épouse et ses filles[190].
- Eliza Hocking (1858-1914), veuve britannique, mère d'Ellen et Richard Hocking, d'Emily Richards et sœur d'Ellen Wilkes[191].
- Elizabeth Brown (+-1868-1925), sud-africaine, épouse de Thomas Brown[192].
- Elizabeth Nye (1882-1963), britannique, ancienne couturière et veuve[193].
- Elizabeth Watt (1871-1951), écossaise, elle voyageait avec sa fille[194].
- Ellen Hocking (1891-1963), britannique, fille d'Eliza Hocking[195].
- Ellen Howard (1851-1912), britannique, épouse de Benjamin Howard[196].
- Ellen Mary Toomey (1862-1933), irlandaise[197].
- Ellen Wilkes (1864-1955), britannique, sœur d'Eliza Hocking[198].
- Emilio Pallas i Castello (+-1883-1940), espagnol[199].
- Emily Hart (1863-1928), britannique, épouse de Benjamin Hart[200].
- Emily Richards (1887-1972), britannique. Elle voyage avec une grande partie de sa famille : sa mère, Eliza Hocking, sa tante, Ellen Wikes, ses frères et sœurs. Elle voyage aussi avec ses enfants, Sibley et William Richards[201].
- Ernest Courtenay Carter (1858-1912), britannique, prêtre anglican. Il voyageait avec son épouse[202].
- Ernest Moraweck (1858-1912), américain, veuf, docteur[203].
- Escott Robert Phillips (1868-1912), veuf gallois, père d'Alice Phillips[204].
- Ethel Garside (1873-1953), britannique[205].
- Eva Hart (1905-1996), britannique. Elle voyage avec ses parents.
- Florentina Duran I Moné (+-1882-1959), espagnole, sœur de Asuncion Duran i Moné[206].
- Frederick W. Pengelly (+-1892-1912), mineur britannique[207].
- George Swane (1892-1912), britannique, chauffeur personnel de Hudson Allison[208].
- George Sweet (1897-1912), ouvrier agricole britannique, il travaillait pour les Herman et était considéré comme un fils pour eux[209].
- Harry Gale (1874-1912), mineur britannique, il voyageait avec son frère, Shadrach Gale. Ils sont tous les deux décédés lors du naufrage[210].
- Harvey Collyer (1880-1912), britannique, épicier[211].
- Henriette Yvois (1889-1912), française, mannequin. Elle voyageait avec William Harbeck[212].
- Henry Cotterill (+-1891-1912), charpentier britannique[213].
- Henry Hodges (+-1862-1912), britannique, vendeur d'instruments de musique[214].
- Jacob Milling (1863-1912), ingénieur danois[215].
- Jane Herman (1861-1937), britannique, originaire d'Inde. Elle est l'épouse de Samuel Herman et la mère d'Alice et Kate Herman[216].
- Jane Quick (1878-1965), américaine/britannique. Elle voyage avec ses deux filles[217].
- Joan Wells (1908-1933), britannique, fille de Addie Wells[218].
- John Davies (1903-1951), fils d'Agnes Davies[219].
- John Woodward (1879-1912), violoncelliste britannique[220].
- Joseph Laroche (1886-1912), ingénieur haïtien. Il voyageait avec son épouse et ses deux filles[221].
- Joseph Nicholls (1892-1912), britannique, fils d'Agnes Davies[222].
- Julian Manent (1885-1968), chauffeur espagnol[223].
- Juliette Laroche (1889-1980), française. Elle est l'épouse de Joseph Laroche[224].
- Kate Buss (1875-1972), britannique[225].
- Kate Herman (1887-1983), britannique, fille de Samuel et Jane Herman[226].
- Lawrence Beesley (1877-1967), enseignant, journaliste et écrivain britannique[227].
- Lilian Carter (1867-1912), britannique. Elle est l'épouse d'Ernest Carter[228].
- Louise Laroche (1910-1998), haïtienne/française. Fille de Joseph et Juliette Laroche[229].
- Lucy Ridsdale (1854-1946), britannique[230].
- Marion Louise Becker (1907-1944), américaine, fille de Nellie Becker[231].
- Marion Wright (1885-1965), britannique. Elle se rendait en Amérique pour se marier avec son fiancé[232].
- Marjorie Lottie Collyer (1904-1965), britannique. Elle voyageait avec ses parents, Harvey et Charlotte Collyer[233].
- Mary Ann Charlotte Davis (1883-1987), britannique. Elle est la survivante du Titanic qui a vécu le plus longtemps[234].
- Mary Mack (+-1855-1912), britannique. Veuve, elle se rendait chez sa fille à New York[235].
- Masabumi Hosono (1870-1939), seul passager japonais à bord. Il était fonctionnaire[236].
- Maude Sincock (1891-1984), canadienne, elle partage sa cabine avec les Davies[237].
- Michel Navratil (1880-1912), français. Il est le père de Michel et Edmond Navratil. Il voyageait sous le faux nom de "Louis Hoffman"[238].
- Michel M. Navratil (1908-2001), français. Il est le fils de Michel Navratil[239].
- Nellie E. Becker (1876-1961), américaine. Elle voyageait avec ses trois jeunes enfants[240].
- Nora Keane (1866-1944), irlandaise[241].
- Percy Bailey (+-1894-1912), boucher britannique[242].
- Phyllis Quick (1909-1954), américaine/britannique, fille de Jane Quick[243].
- Ralph Wells (1909-1972), britannique, fils de Addie Wells[244].
- René Pernot, français, chauffeur personnel de Benjamin Guggenheim. Il est le seul domestique de ce dernier à loger en deuxième classe. Il est décédé lors du naufrage[245].
- Richard Becker (1910-1975), américain, fils de Nellie Becker[246].
- Richard Hocking (1888-1912), britannique, fils d'Eliza Hocking[247]. Il voyage avec deux amis : Percy Bailey et Henry Cotterill[247].
- Robert Douglas Norman (1884-1912), écossais, ingénieur électricien[248].
- Robertha Josephine Watt (1899-1993), écossaise, fille d'Elizabeth Watt[249].
- Rosa Pinsky (+-1880-???), polonaise/américaine[250].
- Ruth Becker (1899-1990), indo américaine, fille de Nellie Becker. Elle voyageait avec sa mère ainsi que ses frères et sœurs.
- Samuel Herman (+-1862-1912), propriétaire terrien britannique. Il voyage avec son épouse, Jane Herman, leur deux filles, et l'un de ses jeunes employés considéré comme un membre de sa famille, George Sweet[251].
- Sara Compton (1872-1952), américaine, fille de Mary Compton[252].
- Sebastiano del Carlo (1883-1912), époux d'Argene del Carlo[253].
- Selena Cook (1890-1964), britannique. Elle voyageait pour rendre visite à sa mère qui vivait à New York[254].
- Shadrach Gale (1878-1912), mineur britannique, il voyageait avec son frère Harry Gale[255].
- Sibley Richards (1911-1987), britannique, fils de Emily Richards[256].
- Simonne Laroche (1909-1973), haïtienne/française, elle est la fille de Joseph et Juliette Laroche[257].
- Susan Webber (1873-1952), britannique[258].
- Thomas Brown (1851-1912), hôtelier sud-africain. Il voyageait avec son épouse et sa fille[259].
- William Berriman (+-1889-1912), britannique Il voyageait avec son ami William Carbines[260].
- William Carbines (+-1893-1912), mineur britannique[261].
- William H. Harbeck (1866-1912), réalisateur américain[262].
- William John Mellors (1893-1948), britannique, vendeur[263].
- William J. Ware (+-1889-1912), britannique[264].
- William R. Richards (1909-1988), britannique, fils d'Emily Richards[265].
- Winnifred Quick (1904-2002), américaine/britannique, fille de Jane Quick[266].

### Troisième classe
- Achille Waelens (1889-1912), ouvrier agricole belge[267].
- Adal Qiyamah (1896-1924), libano syrienne[268].
- Agnes Sandström (1887-1985), suédoise américaine. Elle voyage avec ses deux filles[269].
- Akar Bulus (+-1905-1912), libano syrien, fils de Sultana Bulus[270].
- Albert Augustsson (1889-1912), assistant forgeron suédois, il voyageait avec un groupe d'amis suédois[271].
- Alfred Carver (+-1884-1912), marin britannique[272].
- Alfred Gustafsson (1892-1912), ouvrier finlandais[273].
- Alfred Rush (1895-1912), portier britannique[274].
- Alice Harknett (1890-1912), domestique de cuisine britannique[275].
- Aliina Johnson (1884-1968), finlandaise. Elle voyage avec ses deux enfants[276].
- Aminah Mubarik (+-1887-1922), libano syrienne, cousine de Thelma Thomas. Elle voyage avec ses fils Halin et Jirjis[277].
- Amy Stanley (1888-1955), domestique britannique[278].
- Andrew Johnston (1876-1912), plombier écossais. Il voyage avec son épouse, ses deux enfants ainsi que sa belle-sœur, Margaret Ford, et ses neveux par alliance. Tous ont péri lors du naufrage[279].
- Andrew Kean (1889-1912), fermier irlandais[280].
- Andrew Shannon (1876-1912), marin irlandais[281].
- Anna McGowan (1894-1990), irlandaise, elle est la nièce de Catherine McGowan[282].
- Anna Kelly (1892-1969), irlandaise. Elle est devenue none après le naufrage[283].
- Annie Sage (1867-1912), britannique, épouse de John Sage[284].
- Anthony Abbing (1870-1912), forgeron américain[285].
- Anthony Sage (1899-1912), britannique, fils de John et Annie Sage[286].
- Antun Yazbak (+-1885-1912), libano syrien, agriculteur. Il voyage avec son épouse, Silanah Yazbak[287].
- Arsen Siraganian (+-1890-1912), agriculteur arménien/turque[288].
- Assed Thomas (1911-1931), libano syrien, fils de Thelma Thomas[289].
- Augusta Goodwin (1868-1912), britannique, épouse de Frederick Goodwin[290].
- August Johnson (+-1863-1912), marin américain[291].
- Baccos Raffoul (+-1891-1912), fermier libano syrien[292].
- Beatrice I. Sandström (1910-1995), suédoise américaine. Elle est la fille d'Agnes Sandström[293].
- Benoit Picard (1878-1941), maroquinier polonais[294].
- Bertram Dean (1886-1912), fermier britannique. Il voyage avec son épouse et ses deux enfants[295].
- Bertram V. Dean (1910-1992), britannique. Fils de Bertram et Eva Dean[296].
- Bridget Bradley (1890-1956), irlandaise[297].
- Bridget Donohoe (1891-1912), irlandaise[298].
- Bridget O'Sullivan (1890-1912), irlandaise. Elle voyage avec Joseph Foley[299].
- Carl E. Asplund (1906-1912), suédois/américain. Il est le fils de Carl et Selma Asplund[300].
- Carl O. Asplund (1871-1912), suédois/américain. Il voyage avec son épouse, Selma Asplund, et ses 5 enfants[301].
- Catherine Bourke (1879-1912), irlandaise, épouse de John Bourke. Elle a refusé de monter dans un canot sans son mari et est décédée dans le naufrage[302].
- Catherine Connolly (1888-1948), irlandaise[303].
- Catherine Johnston (1905-1912), écossaise, fille d'Andrew et Elizabeth Johnston[304].
- Catherine McCarthy (1887-1948), domestique irlandaise[305].
- Catherine McGowan (1869-1912), irlandaise. Elle voyage avec sa nièce Anna McGowan[306].
- Catherine Peters (1884-1912), irlandaise[307].
- Charles Goodwin (1897-1912), étudiant britannique, fils de Frederick et Augusta Goodwin[308].
- Charles Thomas (1881-1912), libano syrien, beau-frère de Thelma Thomas[309].
- Clarence Asplund (1902-1912), suédois. Il est le fils de Carl et Selma Asplund[310].
- Constance Sage (1904-1912), britannique, fille de John et Annie Sage[311].
- Daniel Buckley (1890-1918), fermier irlandais[312].
- David Vartanian (1890-1966), arménien/turque[313].
- Dollina Ford (1891-1912), domestique britannique, fille de Margaret Ford[314].
- Dorothy Sage (1897-1912), britannique, fille de John et Annie Sage[315].
- Douglas Sage (1893-1912), britannique, fils de John et Annie Sage[315].
- Eberhard Fischer (1893-1912), suédois[316].
- Edvin Asplund (1909-1983), suédois/américain. Il est le fils de Carl et Selma Asplund[317].
- Edward Dorkings (1893-1954), britannique[318].
- Edward Ford (+-1894-1912), forgeron britannique, fils de Margaret Ford[319].
- Edward Lockyer (1892-1912), grossiste britannique[320].
- Einar Karlsson (1890-1958), militaire suédois. Il espérait devenir professeur en Amérique. Il voyage avec son ami, Johan Asplund[321].
- Eleanor Ileen Johnson (1910-1998), suédoise/américaine. Elle est la fille d'Aliina Johnson[322].
- Elin Braf (1891-1912), suédoise. Elle est décédée lors du naufrage[323].
- Elizabeth Dean (1912-2009), britannique, fille de Bertram et Eva Dean[324].
- Elizabeth Dowdell (1880-1962), américaine, nourrice de Virginia Emmanuel[325].
- Elizabeth Johnston (+-1876-1912), écossaise, épouse d'Andrew Johnston, mère de Catherine et William Johnston et sœur de Margaret Ford[326].
- Elizabeth Sage (1901-1912), britannique, fille de John et Annie Sage[327].
- Ellen Mockler (1889-1984), irlandaise, elle se souvenait avoir vu des poules s'échapper des cuisines pendant le naufrage[328].
- Ellen Shine (1891-1993), irlandaise[329].
- Elna Ström (1882-1912), suédoise. Elle voyage avec sa fille Telma Ström[330].
- Emily Badman (1894-1946), domestique britannique[331].
- Emily Goldsmith (1880-1955), britannique, épouse de Frank Goldsmith[332].
- Ernst Persson (1886-1951), suédois. Il voyage avec sa belle-soeur, Elna Ström, et sa nièce Telma. Il est le seul à s'en sortir parmi les trois[333].
- Eugene Abbott (1899-1912), américain, fils de Rhoda Abbott[334].
- Eugenie Baclini (1909-1912), libano syrienne, fille de Latifah al-Ba'qlini[335].
- Eva G. Dean (1879-1975), britannique. Elle est l'épouse de Bertram Dean[336].
- Farid Al-Muna (+-1893-1912), libano syrien[337].
- Filip Asplund (1898-1912), suédois, fils de Carl et Selma Asplund[338].
- Frank Aks (1911-1991), encore bébé, il a été séparé de sa mère lors de l'évacuation du navire. Celle-ci parviendra à le récupérer à bord du Carpathia.
- Frank Goldsmith (1879-1912), britannique, époux de Emily Goldsmith[339].
- Frank J. W. Goldsmith (1902-1982), américain/britannique. Il est le fils de Frank et Emily Goldsmith.
- Frederick Goodwin (1870-1912), ingénieur britannique, époux de Augusta Goodwin. Il voyage avec sa femme et ses 6 enfants. Ils sont tous morts pendant le naufrage[340].
- Frederick Sage (1895-1912), britannique, fils de John et Annie Sage[341].
- George Sage (1892-1912), britannique, fils de John et Annie Sage[342].
- Gerda Dahlberg (1890-1912), suédoise, compagnonne de cabine d'Olga Lundin[343].
- Halim Mubarik (1907-1975), libano syrien, fils d'Aminah Mubarik[344].
- Hannah Riordan (1891-1982), irlandaise. Elle voyage avec plusieurs de ses cousins[345].
- Hanora O'Leary (1895-1975), irlandaise[346].
- Harold Goodwin (1901-1912), britannique, fils de Frederick et Augusta Goodwin[347].
- Harold Johnson (1908-1968), suédois/américain. Il est le fils d'Aliina Johnson[348].
- Haroutioun Zakarian (+-1885-1912), arménien/turque[349].
- Helene Barbara al-Ba'qlini (1909-1939), libano syrienne, fille de Latifah al-Ba'qlini[350].
- Helmina Nilsson (1886-1971), suédoise[351].
- Honor Fleming (1890-1912), irlandaise[352].
- Honor Healy (1879-1919), fermière irlandaise[353].
- Husayn Ibrahim (+-1901-1912), libano syrien[354].
- Ilyas Yarid (1900-1981), libano syrien, il voyage avec sa sœur Jamilah[355].
- Jamilah Yarid (1898-1970), libano syrienne, elle voyage avec son frère Ilyas[356].
- Jessie Goodwin (1900-1912), britannique, fille de Frederick et Augusta Goodwin[357].
- Jirjis Mubarik (1904-1979), libano syrien, fils d'Aminah Mubarik[358].
- Johan Asplund (1889-1943), marin suédois[359].
- Johan Törnquist (1886-1946), suédois américain, marin[360].
- John Bourke (1869-1912), fermier irlandais. Il voyage avec son épouse, Catherine Bourke et sa sœur, Mary Bourke[361].
- John Hall Lovell (+-1892-1912), fermier britannique, cousin éloigné des frères Braund[362].
- John Meehan (+-1890-1912), fermier irlandais. Il a fait la connaissance d'Hannah Riordan pendant la traversée[363].
- John Perkin (+-1888-1912), fermier britannique. Cousin des frères Braund[364].
- John Sage (1867-1912), commerçant britannique, il voyage avec son épouse, Annie Sage, et leurs neuf enfants. Toute la famille est décédée pendant le naufrage[365].
- Joseph Foley (1893-1912), ouvrier agricole irlandais, il voyage avec Bridget O'Sullivan[366].
- Julia Smyth (1893-1977), irlandaise[367].
- Julius Karlsson (1878-1912), mécanicien suédois[368].
- Karl Jonsson (1886-1956), ouvrier suédois. Il voyageait avec sa belle-soeur, Olga Lundin[369].
- Kate Connolly (1870-1912), irlandaise[370].
- Katrin Yusuf (+-1889-1915), libano syrienne. Elle est morte de tuberculose en 1915[371].
- Latifah al-Ba'qlini (1888-1962), libano syrienne. Elle voyage avec ses filles[372].
- Leah Aks (1891-1967), juive polonaise, mère de Frank Aks[373].
- Lewis Braund (+-1883-1912), agriculteur britannique. Il est le frère d'Owen Braund, cousin de Samuel et William Dennis et cousin de John Perkin[374].
- Lillian Asplund (1906-2006), américaine. Elle voyage avec ses parents, Carl et Selma Asplund, et ses 4 frères et sœurs.
- Lillian Goodwin (1896-1912), britannique, fille de Frederick et Augusta Goodwin[375].
- Mampré Zakarian (+-1890-1912), arménien/turque[376].
- Margaret Ford (1857-1912), ouvrière agricole écossaise, mère de Dollina et Edward Ford, sœur d'Elizabeth Johnston[377].
- Margaret Mannion (1883-1970), irlandaise, amoureuse de Martin Gallagher[378].
- Marguerite R. Sandström (1908-1963), suédoise américaine. Elle est la fille d'Agnes Sandström[379].
- Maria Catherine Baclini (1906-1982), libano syrienne, fille de Latifah al-Ba'qlini[380].
- Maria Nakid (1911-1912), libano syrienne, fille de Sa'id et Wadi'ah Nakid, première survivante du Titanic à mourir après le naufrage[381].
- Martin Gallagher (1883-1912), fermier irlandais, il voyage avec sa fiancée, Margaret Mannion et d'autres personnes de sa connaissance[382].
- Martin McMahon (1893-1912), fermier irlandais[383].
- Mary Bourke (1871-1912), irlandaise, sœur de John Bourke. Elle voyage avec son frère et sa belle-sœur, Catherine Brouke[384].
- Mary Doyle (1882-1912), catholique irlandaise. Elle retournait aux États-Unis avec son cousin, Robert Mernagh[385].
- Mary Glynn (1893-1955), servante irlandaise[386].
- Mary Mangan (1879-1912), irlandaise[387].
- Mary McGovern (1891-1957), irlandaise[388].
- Mary Yusuf (1909-1914), libano syrienne, fille de Katrin Yusuf[389].
- May Howard (1885-1958), blanchisseuse britannique[390].
- Michael Linehan (1890-1912), fermier irlandais[391].
- Michael McEvoy (+-1892-1912), fermier irlandais[392].
- Michael Yusuf (1907-1991), libano syrien, fils de Katrin Yusuf[393].
- Nasif Abi-Al-Muna (1884-1962), libano syrien[394].
- Nils Johansson (1881-1912), forgeron suédois, fiancé d'Olga Lundin[395].
- Nils Olsson (1883-1912), suédois[396].
- Neshan Krekorian (1886-1978), ouvrier arménien/turque[397].
- Nora Murphy (1880-???), irlandaise[398].
- Nur Bulus (+-1902-1912), libano syrienne, fille de Sultana Bulus[399].
- Olga Lundin (1889-1973), suédoise. Elle voyage avec son beau-frère Karl Jonsson et son fiancé Nils Johansson. Elle aurait été transférée en deuxième classe à la demande de son mari et à la suite d'un violent mal de mer[400].
- Olaf Osén (1895-1912), ouvrier suédois[401].
- Olof Svensson (1887-1912), fermier suédois. Il voyageait avec Eberhard Fischer[402].
- Owen Braund (1889-1912), quincailler britannique. Il est le frère de Lewis Braund, cousin de Samuel et William Dennis et cousin de John Perkin[403].
- Pal Andreasson (1892-1912), forgeron suédois, il voyageait avec un groupe d'amis suédois[404].
- Patrick O'Connel (1893-1912), cultivateur irlandais[405].
- Patrick O'Connor (1888-1912), fermier irlandais[406].
- Patrick Shaughnessy (1886-1912), ouvrier agricole irlandais[407].
- Philip Zenni (1886-1927), syrien/américain[408].
- Rhoda Abbott (1873-1946), divorcée britannique. Elle voyage avec ses deux fils, les deux sont morts pendant le naufrage[409].
- Robert Mernagh (1883-1912), ouvrier agricole irlandais, cousin de Mary Doyle[410].
- Robina Ford (1904-1912), britannique, fille de Margaret Ford[411].
- Roger Tobin (1891-1912), fermier irlandais[412].
- Rossmore Abbott (1896-1912), américain, fils de Rhoda Abbott[413].
- Sa'id Nakid (1891-1926), libano syrien, il voyage avec son épouse et sa fille[414].
- Samuel Dennis (1889-1912), fermier britannique. Il est le frère de William Dennis[415].
- Sarah Roth (1885-1947), tailleuse juive polonaise[416].
- Selma Asplund (1873-1964), suédoise. Elle voyage avec son époux, Carl Asplund, et ses 5 enfants[417].
- Sidney Goodwin (1910-1912), britannique. Il est le fils de Frederick et Augusta Goodwin. Son corps a été retrouvé après le naufrage mais n'a pas été identifié jusqu'en 2008 à la suite d'un test ADN.
- Silanah Yazbak (1894-1966), libano syrienne, sœur d'Aminah Mubarik. Elle voyage avec son époux, Antun Yazbak[418].
- Stella Sage (1891-1912), britannique, fille de John et Annie Sage[419].
- Sultana Bulus (+-1872-1912), libano syrienne[420].
- Telma Ström (1909-1912), américaine. Elle est la fille d'Elna Ström[421].
- Thelma Thomas (1895-1974), libano syrienne[422].
- Thomas Kilgannon (1890-1912), fermier irlandais[423].
- Thomas Sage (1907-1912), britannique, fils de John et Annie Sage[424].
- Thomas Smyth (1886-1912), irlandais, il allait rejoindre ses soeurs aux USA[425].
- Thomas Storey (1853-1912), marin britannique[426].
- Thomas Theobald (+-1878-1912), britannique[427].
- Virginia Emanuel (1905-1936), juive américaine. Elle voyage avec sa nourrice, Elizabeth Dowdell[428].
- Wadi'ah Nakid (1892-1963), libano syrienne, épouse de Sa'id Nakid[429].
- Wendla Heininen (1888-1912), finlandaise, elle voyageait seule[430].
- William Dennis (+-1886-1912), fermier britannique. Il est le frère de Samuel Dennis[431].
- William Ford (1897-1912), britannique, fils de Margaret Ford[432].
- William Goodwin (1898-1912), britannique, fils de Frederick et Augusta Goodwin[433].
- William C. Jr. Johnson (1892-1912), marin américain[434].
- William  Johnston (1903-1912), britannique, fils d'Andrew et Elizabeth Johnston[435].

## Membres de l'équipage

### Officiers et quartiers-maîtres
- Edward John Smith (1850-1912), britannique, commandant.
- Alfred John Olliver (1884-1934), anglo-normand, quartier-maître.
- Charles Lightoller (1874-1952), britannique, deuxième officier.
- Harold Lowe (1882-1944), britannique, cinquième officier de bord. Il est le seul à revenir à la recherche de survivants avec son canot de sauvetage.
- Henry Wilde (1872-1912), marin britannique, il est le commandant en second.
- Herbert Pitman (1877-1961), marin britannique, officier "junior". Il prend la tête du canot n°5, ce qui lui permet de s'en sortir lors du naufrage.
- Hugh Walter McElroy (1874-1912), commissaire de bord[436].
- James Paul Moody (1887-1912), britannique, sixième officier. Il périt lors du naufrage.
- Joseph Boxhall (1884-1967), marin britannique, quatrième officier.
- Robert Hichens (1882-1940), quartier-maître. Il était de quart lors de la collision avec l'iceberg.
- William McMaster Murdoch (1873-1912), marin britannique, premier officier. Il est responsable de l'évacuation du navire pendant le naufrage. Il périt avec le navire.

### Stewards
- Albert Akerman (1880-1912), britannique, steward de troisième classe. Il est le frère de Joseph Akerman[437].
- Albert Crisp (1872-1912), britannique, steward de salon[438].
- Alfred George Crawford (1869-1938), britannique, steward de première classe. Il est le beau-frère de Mabel Bennett[439].
- Alfred Nichols (1864-1912), australien, maître d'équipage à bord du Titanic[440].
- Andrew Latimer (1857-1912), britannique, steward en chef[441].
- Benjamin Thomas (1881-1937), britannique, steward de salon en première classe[442].
- Charles Crumplin (1877-1912), steward de première classe[443].
- Edgar Rowe (1880-1912), britannique, serveur de salon en première classe[444].
- Edmund Stone (1879-1912), britannique, steward de première classe[445].
- Edward Bessant (1880-1912), britannique, steward attaché aux bagages de première classe[446].
- Ernest Hamilton (1886-1912), britannique, assistant steward du fumoir de première classe. Il est le beau-frère d'Andrew Latimer[447].
- Ewart S. Burr (1883-1912), serveur de salon en première classe[448].
- Francis Edbrooke (1888-1912), britannique, steward de troisième classe[449].
- Francis Ford (+-1868-1912), britannique, steward de deuxième classe[450].
- Fred Benham (1882-1912), britannique, serveur de salon en deuxième classe[451].
- Frederick Simmons (1887-1912), britannique, steward de salon[452].
- George Dodd (1867-1912), britannique, second steward en première classe[453].
- George Evans (1884-1912), britannique, serveur de salon en première classe. Son épouse était enceinte lors du naufrage[454].
- Henry Samuel Etches (1868-1944), steward de première classe. Il s'occupe particulièrement de la cabine de Thomas Andrews[455].
- Herbert Cave (1873-1912), serveur de salon[456].
- James A. Paintin (1882-1912), britannique, steward personnel du capitaine Edward Smith[457].
- Joseph Wheat (1882-1961), britannique, assistant du second steward[458].
- Leonard James Hoare (1893-1912), serveur de salon[459].
- Robert Butt (1890-1912), britannique, steward de salon en première classe[460].
- Robert Wareham (1874-1912), britannique, steward de première classe[461].
- Sidney Daniels (1893-1983), britannique, steward de troisième classe[462].
- Thomas Whiteley (1894-1944), serveur de salon[463].
- Walter Nichols (1876-1960), britannique, assistant steward de salon en deuxième classe[464].
- William Burke (1872-1961), irlandais, steward de première classe[465].
- William Hughes (+-1878-1912), britannique, adjoint au steward en second en première classe[466].
- William Revell (1880-1912), britannique, serveur de première classe[467].
- William Ryerson (1878-1949), canadien, steward de seconde classe[468].

### Hôtesses
- Annie Caton (1879-1947), britannique, hôtesse assignée aux bains turcs[469].
- Evelyn Marsden (1883-1938), australienne[470].
- Mabel Kate Bennett (1878-1974), britannique. Elle est la belle sœur d'Alfred Crawford et la tante de Leonard Hoare[471].
- Mary Sloan (1866-1953), hôtesse irlandaise[472].
- Maude Louise Slocombe (1881-1967), britannique, hôtesse assignée aux bains turcs[473].
- Violet Constance Jessop (1887-1991), hôtesse et infirmière à bord du Titanic. Elle a survécu à trois accidents maritimes : ceux du Titanic, de l'Olympic et du Britannic.

### Orchestre
- Wallace Henry Hartley (1878-1912), chef d'orchestre britannique
- Roger Bricoux (1891-1912), musicien français
- William Theodore Brailey (1887-1912), musicien britannique
- John Wesley Woodward (1879-1912), musicien britannique
- John Law Hume (1890-1912), musicien britannique
- Georges Alexandre Krins (1889-1912), musicien belge
- Percy Cornelius Taylor (1872-1912), musicien britannique
- John Frederick Preston Clarke (1883-1912), musicien britannique

### Personnel de restaurant
- Battista Allaria (1889-1912), italien, serveur[474].
- Ernest Abbott (1891-1912), britannique[475]. Beau-frère de William Revell.

- Isaac Hiram Maynard (1880-1948), britannique, cuisinier[476].
- Jean Baptiste Stanislas Pachera (1892-1912), français, assistant garde-manger[477].
- John Lovell (1875-1912), britannique, cuisinier[478].
- Joseph Akerman (1874-1912), personnel attaché au garde-manger. Il est le frère d'Albert Akerman[479].
- Pietro Bochet (1868-1912), italien, serveur dans le restaurant à la carte[480].

### Autres métiers
- Albert Haines (1880-1933), britannique, maitre d'équipage[481].
- Albert Horswill (1879-1962), britannique, marin[482].
- Alfred Geer (+-1886-1912), britannique, chauffeur[483].
- Alfred Podesta (1887-1968), britannique, chauffeur[484].
- Augustus Weikman (1860-1924), américain, barbier[485].
- Bertie Wilson (1884-1912), britannique, assistant principal du deuxième ingénieur[486].
- Catherine Wallis (+-1876-1912), veuve britannique. Elle était chargée de veiller sur les passagers de troisième classe en tant que "matrone"[487].
- Charles John Joughin (1876-1956), chef boulanger[488].
- Charles John Rice (1880-1949), chauffeur[489].
- Charles O. Hendrickson (1883-1956), britannique, chef chauffeur[490].
- Charles Painter (+-1880-1912), britannique, chauffeur[491].
- D. Black, dont le prénom est inconnu, est un chauffeur[492].
- Francis Young (1879-1912), britannique, chauffeur[2].
- Frank Painter (1883-1912), britannique, chauffeur[493].
- Frederick Barrett (1883-1931), ouvrier et marin britannique. Il est chauffeur
- Frederick Clench (1878-1930), britannique, marin. Il est le frère de George Clench[494].
- Frederick Fleet (1887-1965), veilleur. C'est lui qui aperçoit en premier l'iceberg et signale sa présence à la passerelle.
- George Beauchamp (1888-1965), britannique, chauffeur[495].
- George Clench (+-1881-1912), britannique, engagé comme marin. Frère de Frederick Clench[496].
- George Thomas Symons (1888-1950), veilleur[497].
- Harold Bride (1890-1956), opérateur radio. Il est l'assistant de Jack Phillips.
- Henry Cooper (1886-1912), chauffeur[498].
- Henry Witt (1874-1912), britannique, chauffeur. Il est le cousin de James Norris[499].
- Herbert Harvey (1878-1912), irlandais, assistant ingénieur[500].
- Ibrahim Mishellany (1858-1912), libano syrien, responsable de l'imprimerie[501].
- Jack Phillips (1887-1912), radiotélégraphiste. Il décède pendant le naufrage.
- James Norris (1890-1912), britannique, chauffeur à bord, cousin de Henry Witt[502].
- James Tozer (1879-1912), britannique, graisseur[1].
- James Wyeth (1886-1912), britannique, chauffeur à bord[503].
- John B. Crosbie (+-1867-1912), britannique, intendant assigné aux bains turcs[504].
- John Collins (1874-1950), britannique, chauffeur[505].
- John Edward Simpson, irlandais. Assistant chirurgien responsable des passagers de deuxième et troisième classe[506].
- John Haggan (1877-1952), irlandais, chauffeur[507].
- John Hall Hutchinson (1884-1912), menuisier/charpentier[508].
- John Henry Hesketh (1879-1912), ingénieur, il se trouvait dans la salle des machines n°6 lors de l'impact[509].
- John Robert Gilles (1879-1912), britannique, second boulanger[510].
- John William Thompson (1871-???), chauffeur[511].
- Jonathan Shepherd (1880-1912), britannique, assistant second ingénieur. Il s'est cassé la jambe en tombant et, peu après, une cloison étanche a cédé ce qui a inondé la salle des machines où il se trouvait[512].
- Joseph Beattie (1871-1912), irlandais, graisseur[513].
- Joseph Bell (1861-1912), britannique, chef mécanicien[514].
- Louis Kinsella (1881-1912), britannique, chauffeur[515].
- Ludwig Müller (+-1875-1912), allemand, interprète[516].
- Norman Harrison (1873-1912), britannique, ingénieur[517].
- Reginald Charles Biddlecombe (1880-1912), britannique, chauffeur[518].
- Reginald Robinson Lee (1866-1913), marin britannique. Il est veilleur. Il est sur la passerelle au moment de la collision avec l'iceberg.
- Richard Hosgood (1889-1912), britannique, chauffeur[519].
- Robert J. Adams (1885-1912), britannique, chauffeur[520].
- Robert J. Hopkins (1868-1943), veuf irlandais, matelot[521].
- Samuel Ernest Hemming (1868-1928), lamp trimmer[522].
- Thomas Ford (1879-1912), britannique, chef chauffeur[523].
- Thomas W. Jones (1877-1967), gallois, matelot[524].
- Walter Binstead (1891-1959), britannique, responsable de machines[525].
- William Butt (1881-1912), britannique, chauffeur[526].
- William Farquharson (+-1873-1912), britannique, ingénieur[527].
- William Lloyd (+-1883-1912), britannique, chauffeur[528].
- William McMillan (1870-1912), chef soutier britannique[529].
- William Nutbean (1881-1947), britannique, soutier[530].
- William O'Loughlin (1849-1912), chirurgien[531].
- William Robert Holland Pusey (1890-1918), chauffeur[532].